# 188506 Roulet
188506 Roulet este o planetă minoră (asteroid) din centura de asteroizi. A fost descoperită pe 5 septembrie 2004 la Vicques⁠(d) de Michel Ory⁠(d). 
Obiectul prezintă o orbită caracterizată de o semiaxă mare de 2,9455561954501 UAi, o excentricitate de 0,075626500909167, o înclinație de 7,4861484422946 ° în raport cu ecliptica.